# Pseudosyrtis subterranea
Pseudosyrtis subterranea is een platworm (Platyhelminthes). De worm is tweeslachtig. De soort leeft in zout en brak water.
Het geslacht Pseudosyrtis, waarin de platworm wordt geplaatst, wordt tot de familie Otoplanidae gerekend. De wetenschappelijke naam van de soort werd voor het eerst geldig gepubliceerd in 1951 door Ax.